# 南新华街
39°53′35″N 116°22′42″E / 39.8931°N 116.3783°E
南新华街是位于中国北京市西城区东部的一条街。

## 简介

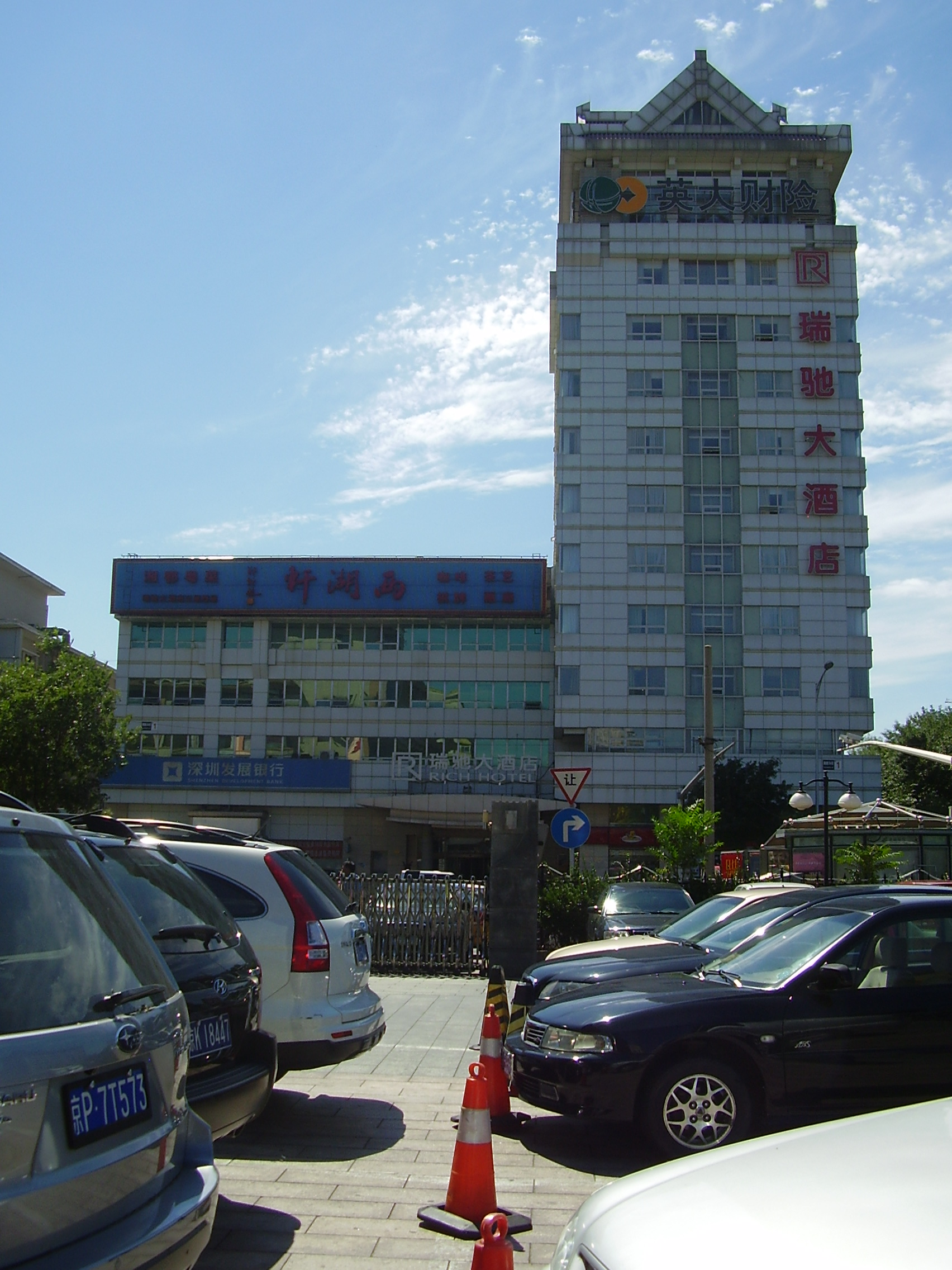
南新华街北口路西的瑞驰大酒店

南新华街北起前门西大街，南到珠市口西大街。因位于新华门（后称和平门）以南而得名。明朝、清朝以来，此处为明沟。民国十三年（1924年），冯玉祥发动北京政变，进驻北京，随后整修了城墙、街道，将明沟填平修路，形成了南新华街、北新华街。其中和平门以南为“南新华街”。
南新华街北口东侧的北京烤鸭店（现为北京全聚德和平门店）是中国最大的烤鸭店，根据周恩来的指示建成，1979年开始营业，建筑面积15000平方米，大、小餐厅共41个。向南为北京师范大学附属中学，是中国最早建成的官办中学之一，光绪二十七年（1901年）建校，钱学森、赵世炎、于是之、马大猷、刘仁、李德伦等人都是该校毕业生。陈独秀、鲁迅、赵世炎曾在该校发表讲演。再向南原为北京第一实验小学，邓颖超曾在该校工作，后又多次参加该校校庆，该校为北京师范大学附属小学，现已迁走。再向南有成立于清朝宣统二年（1910年）的北京电话总局。再向南为海王村，今为中国书店。再向南有建于1988年11月 12日的仿古过街桥。过了过街桥为长春会馆，建于乾隆五十四年（1789年），为玉器行商人的会馆，八国联军到此曾毁灭古迹，1990年拆除并改建为饭店。
南新华街西侧靠北有在废窑遗址上建立的京师优级师范学堂旧址。光绪二十八年（1902年），中国最早的高等师范学校京师大学堂师范馆设立后，光绪三十四年（1908年），改称京师优级师范学堂，独立设校，在今南新华街15号建设了新校舍，成为北京师范大学的前身，李达、匡互生、周小舟、魏野畴、楚图南等人为该校学生，中华人民共和国时期，此处为北京市和平门中学（现改为北京师范大学附属中学西区）等单位占用。向南原来有北京市宣武区实验幼儿园（今为北京市西城区实验幼儿园），此处是中国最早的照相馆之一、北京的首家照相馆丰泰照相馆的原址。此处为安平水会的所在地，俗称“土地祠”。向南原有宣武区煤炭公司大栅栏煤厂，北洋政府时期为京畿军政执法处拘留所。南新华街南口西侧有京华印书局大楼，民国九年（1920年）该楼落成，该局的前身是官办直隶官书局，为康有为、梁启超办的强学会书局改组而成。